# Miloš Doležal
Miloš Doležal (ur. 1 lipca 1970 w Háju u Ledče nad Sázavou) – czeski poeta, pisarz i publicysta.
Absolwent socjologii na Uniwersytecie Karola w Pradze, redaktor radia Český rozhlas Praha. Pojawił się w poemacie Imago mundi Wojciecha Wencla.

## Wybrane utwory
- Cesty božím (ne)časem
- Prosil jsem a přiletěla moucha
- Proti zlému krompáč a lopata
- Podivice (1995)
- Obec, wyd. pol.: Gmina. Jerzy Kędzierski (tłum.). Wydawnictwo Czarne, 2004. ISBN 83-87391-69-7. Brak numerów stron w książce
- Les (1998)
- Čas dýmu
- Sansepolcro
- České feferony aneb Dojmy, chutě, potulky a uslyšení (2000)